# تحریک‌کنندگان
تحریک‌کنندگان (انگلیسی: The Instigators) یک فیلم سرقت و کمدی آمریکایی محصول ۲۰۲۴ به کارگردانی داگ لیمان، نویسندگی چاک مکلین و کیسی افلک و با بازی افلک و مت دیمون است.
این فیلم در ۲ اوت ۲۰۲۴ به صورت محدود در ایالات متحده اکران شد و در ۸ اوت ۲۰۲۴ اولین پخش خود را در اپل تی‌وی پلاس انجام داد.

## خلاصه داستان
دو سارق باید با کمک یکی از درمانگرانشان فرار کنند، پس از اینکه یک سرقت طبق برنامه پیش نمی‌رود.

## تولید
فیلمبرداری در مارس ۲۰۲۳ در بوستون آغاز شد.